# 莎孚
莎孚，又譯薩福、莎芙（約前630年代—前570年代），古希臘抒情詩人，一生寫過不少情詩、婚歌、頌神詩、銘辭等。著有詩集九卷，大部分已散佚，現僅存一首完篇、三首幾近完篇的詩作以及若干残篇，周作人早年曾譯介她的詩歌。
古希臘文學中對莎芙的評價極高，甚至以「女詩人」（ποιήτρια）專指她；另外在一篇偽託柏拉圖的短詩中詩人稱其為「第十名繆思」。在古代亞歷山大圖書館學者編排的九大抒情詩人中，莎芙亦名列其中。傳統認為莎芙的詩大幅散軼的原因是中世紀基督教會對她的詩中所描寫的愛慾持反對態度，然而近代學者反對這一觀點，並認為莎芙詩未傳世的主要原因實際上是因為她所使用的伊歐里斯方言讀者群體過於狹窄。
由於莎芙的詩中有很多篇幅直白陳述作為一名女性對其他女性的愛慾，後世的西方語言中「女同性戀者」一詞即源自其居住地萊斯博斯島。然而直至今日學界仍然在爭辯莎芙其人是否為一名女同性戀者，甚至有學者將這一爭議稱為「大莎芙問題」。不論如何，自古以來所有對莎芙詩所進行的文學評論幾乎都無法脫離評論者對莎芙的性取向為何這一問題的觀點。

## 生平與傳說

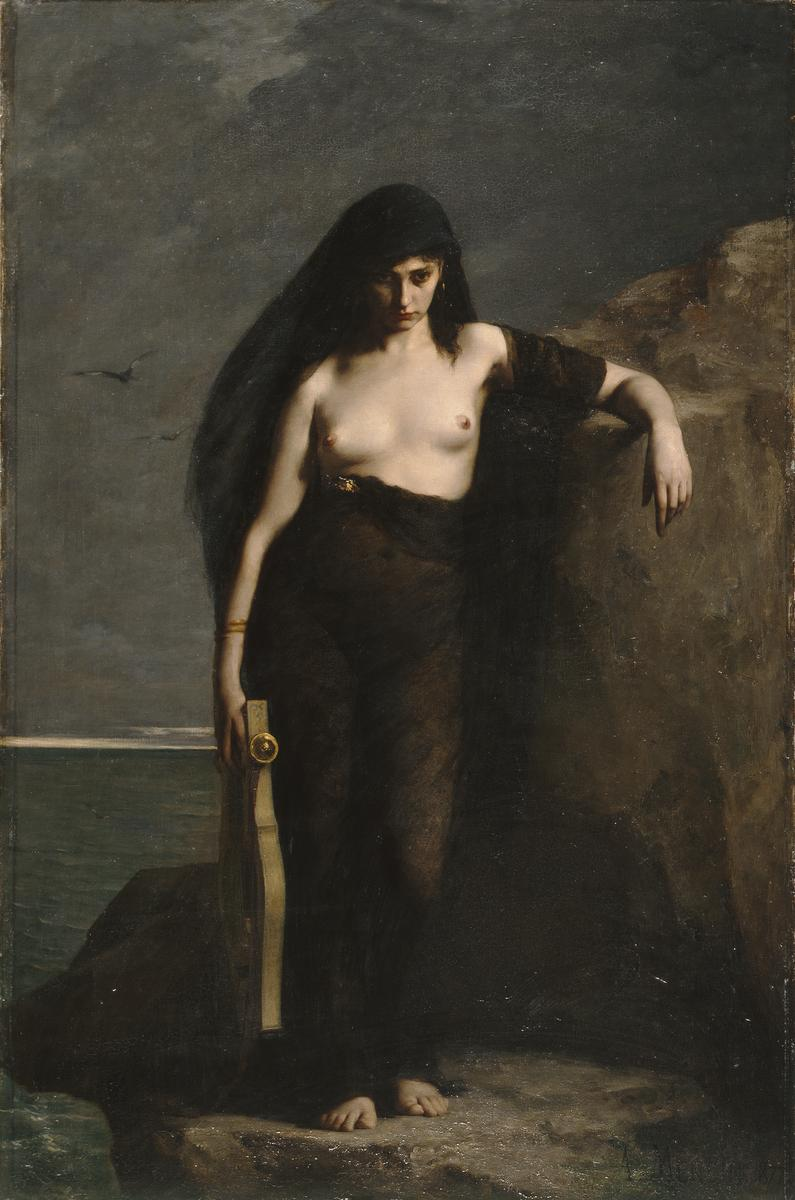
《莎芙》，1877年 Charles Mengin 作品，描畫野史中記載莎芙躍下懸崖自盡的場景（藏於曼徹斯特美術館）

關於莎芙的生平自古以來便缺乏可靠的資料考證，因此我們對莎芙其人了解甚少。傳統對莎芙生平的考證來自三種文獻：古代證言、歷史背景以及莎芙本人的詩，然而關於莎芙詩中對她自己身世的介紹是否可靠學界亦沒有定論。此外，與莎芙同時代的其他作家沒有留下任何關於她的資料，而後世介紹莎芙的生平往往摻雜大量虛構成分，以至於任何現有的關於莎芙生平的訊息都並非完全可靠。儘管如此，有鑑於這些古代證言的作者很可能讀過莎芙一些現已遺失的作品，學界仍然致力於通過閱讀這些文獻來考證這些遺失作品的內容。
考慮到現世對莎芙生平的不確定性，一般認為莎芙出身萊斯沃斯島米蒂利尼，約出生於前630年，但亦有說法她的故鄉是同島上的埃雷索斯。根據傳統，莎芙母親的姓名為「克萊伊斯」（Κλεΐς），然而無法確定此名是否為古代學者從莎芙同名的女兒處推想所得。關於莎芙的父親古代學者亦所知甚少，只有詩人奧維德在虛構詩集《女傑書簡》中聲稱其在莎芙七歲時去世（有學者認為其來源可能是莎芙一首遺失作品）。另據說莎孚出生於萊斯博斯島一貴族家庭，在當地很有影響力。這一說法在莎芙詩中描述的富有貴族氣息的生活方式中似乎得到印證，並且阿特納奧斯記載莎芙在詩中讚譽她的兄弟在城邦的議事廳中曾做過斟酒童，這一工作在當時的希臘一般由最顯赫家庭的男童擔任。另據希羅多德記載，莎芙的另一位兄弟曾與同時代的名妓羅多庇斯有染，花大價錢為其贖身而被莎芙作詩指責。又有記載說，莎芙在青年時期曾被逐出故鄉，被放逐至西西里，原因可能同她因身世顯赫而捲入當地的政治鬥爭有關。
對於莎芙的相貌在古代有頗多猜測，然而並無可信的肖像作品傳世，當代所有描畫莎芙的畫作與雕像都來自作者想象。在一部傳世的詩作中莎芙自陳其頭髮已花白，但在此之前是黑髮；與之同時代並很可能與她相識的另一名抒情詩人阿爾卡埃烏斯在一篇殘篇中疑似描述莎芙有「紫色的頭髮」，然而在古希臘詩歌中以紫色代指深色是常見的修辭手法。公元2世紀的一篇紙草手稿中記載莎芙「頗為矮小」，然而關於莎芙相貌的這些證言在當代學者看來均無法採納為可信。
莎芙在兩首傳世的詩中講述一位她稱為「克萊伊斯」的女孩（παῖς），一般認為是莎芙的女兒。亦有人認為，「孩子」一詞在古希臘社會認可的男同性戀關係中可指年輕一方的戀人，並據此推斷克萊伊斯實為莎芙同性的戀人，然而著名古希臘性關係社會學研究者Judith P. Hallett指出，透過莎芙在詩中與克萊伊斯講話的語氣幾可判斷後者為前者的女兒。
關於莎芙的婚事，傳統上依照拜占庭《蘇達辭書》的說辭她嫁給了一位名為「安德羅斯島的凱爾基拉斯」（Κερκύλας ἀπὸ Ἄνδρου）的男性，然而此名顯然為偽造：「凱爾基拉斯」的詞根  于古希臘語中可作「男根」解讀，而安德羅斯島的名字則來自於「男人」一詞，因此「安德羅斯島的凱爾基拉斯」實際上的意思是「男人島的男根」，現代學者一般認為是後世某位喜劇作家的玩笑。又依另一名喜劇作家米南德的說辭，莎芙愛上了一名叫做帕翁的撐船手而為他跳下萊夫卡斯懸崖自殺。後世對這一說法亦不加以採信，很多學者認為這是後世為了抹殺莎芙詩中所表述的女同性戀情緒而製造的謠言。

## 作品
月落星沉，良夜已半，光阴自逝，而吾今独卧。
——莎芙殘篇（Voigt 168B），周作人譯
萨福创作了约1万行诗歌，如今只有约650行存世。她最擅长伴以音乐的抒情诗，苏达辞书则记载，她曾写过语录、哀歌以及抑扬格诗。三部语录目前存世，但实际上是后世附会之作，辞书记载的哀歌和抑扬格诗也是如此。古代作家称萨福主要写作情诗，萨福作品的间接传播也证实了这一点。然而，莎草纸稿的流传则显示实际情况并非如此，2014年出版的一系列莎草纸稿包含了亚历山大本萨福作品第一卷中的十首相连的诗歌，其中只有两首明显是情诗，同时至少3至4首主要是有关家庭的。
萨福的诗作主要在莱斯沃斯岛山写成，如非在其生前即在其亡后不久成书，最早可能是以萨福作品演出者的剧本的形式出现的。公元5世纪，雅典出版业者可能开始出版她的莱斯沃斯抒情诗复本，有些还含有解释、注释以及诗歌原文。在2至3世纪间，亚历山大学派学者完成了一部评注本萨福诗歌。曾经或许有多本评注本行世，约翰·J·温克勒认为有两种，一为拜占庭的阿里斯托芬编辑，另一部则由其学生萨莫色雷斯的阿里斯塔库斯编辑。萨福诗作是否经历过多个版本的修订是无法确定的，阿尔卡埃乌斯的诗作的阿里斯塔库斯本就替代了阿里斯托芬本。
亚历山大本的萨福诗作以当时存世的雅典本诗集为底本，且至少有八卷，但具体的卷数不明。许多现代学者依从丹尼·佩吉，在标准版本中多设一卷至九卷。雅特罗玛诺拉基斯则怀疑该做法，认为萨福的传记只提到八卷诗作，没有任何来源记载称有第九卷。亚历山大本的萨福诗作可能是依据诗的韵律来编排的，通过古代文献可以得知前三卷囊括了所有单一简单韵律的诗歌。古代萨福作品的版本似乎以字母顺序形式来编排她的诗歌，至少在使用萨福体诗节的第一卷中是如此的。
在亚历山大本刊行后，萨福的诗作仍然在其他诗集中流传。比如科隆莎草纸保存的提托诺斯诗歌是一部希腊诗歌集的一部分。这部诗集以诗歌主题来编排诗歌，而不是像亚历山大本那样以韵律或首字母排序。

### 阿芙蘿黛蒂頌
《阿芙蘿黛蒂頌》是唯一一篇完整保留下來的莎芙詩作，在所有主要莎芙作品編號中均為1號。哈利卡納蘇斯的戴歐尼修斯在《論詞的排列》（Περὶ συνθέσεως ὀνομάτων）中全篇載錄本詩並將其視為優秀寫作的典範。另在《俄克喜林庫斯》出土紙草古卷中亦發現了本詩片段。詩的韻律為莎芙詩體。
本詩以一名渴望得到另一位無名女子的愛情的女性之口吻作成，而詩中的敘述者明確的指名告訴我們她的名字是「莎芙」。全詩的結構可分為三部份：
1. 首先，「莎芙」呼喚掌管愛情的阿芙蘿黛蒂神，並列舉後者的頭銜稱號；「莎芙」向阿芙蘿黛蒂陳訴心中苦衷，並祈求她的保佑。
2. 聆聽到「莎芙」祈禱的阿芙蘿黛蒂坐上「翅膀密密麻麻撲騰着的麻雀」拉的馬車，來到「莎芙」的面前。阿芙蘿黛蒂已洞察到「莎芙」的苦情，並向後者保證拒絕了她的女子不久以後將反過來追求她。
3. 莎芙最後向阿芙蘿黛蒂再次祈求幫助，並要求後者成為她在愛情中的「一名戰友」。

《阿芙蘿黛蒂頌》的重要性之一在於它是莎芙傳世的作品中少數幾首明確的載錄了女性對女性的愛情的詩篇，但是詩中唯一指明「莎芙」所追求之人為女性的只有一個詞 ，過去對這裏的文本正確性多有學者質疑，直到20世紀60年代以後學界才有共識採納這一文本。
另一處該詩中的文本爭議在於阿芙蘿黛蒂的稱號，在全詩中是第一個詞，傳世文本中有兩種版本（ποικιλόθρον’/ποικιλόφρον’）。該詞依照不同版本可能的翻譯有「坐在五色寶座上的」、「有細膩複雜心靈的」或是「穿着五色繡花衣衫的」等多種解讀。自19世紀以來三種解讀均有其擁躉，對現代人理解古希臘宗教中阿芙蘿黛蒂的形象亦有意義。

## 性取向
關於莎芙的性取向是從古至今所有評論莎芙作品的學派都大為感興趣的一個問題。由於莎芙在詩中直白不加隱晦的以一名女性的口吻表達了對女性的愛慾，對現代的很多人來說莎芙不僅僅被視作一名女同性戀詩人，而是被視作了女同性戀的一位標誌性人物。
然而，古希臘的作品中對莎芙的印象往往與現代大相逕庭。古典時期的作家通常將莎芙描畫成一名異性戀者，尤其在古雅典的喜劇作品中經常將莎芙當作一名蕩婦加以嘲諷。約前3到前2世紀的紙草手稿是現今所瞭解、最早稱莎芙為「愛女性的女性」的資料，然而這篇紙草同時又說明只有「部份人」這樣認為。古代作家幾乎一致確信莎芙並未曾與其他女性發生過性關係，及至公元10世紀拜占庭《蘇達辭書》中亦稱莎芙與她的「女性弟子」發生過性關係這一說法是「謠言誹謗」。近代以後，認定莎芙為女同性戀者的人逐漸開始變多，19世紀有數幅畫作將莎芙描畫為女同性戀者甚至直接畫出莎芙與其他女性正在進行性行為，但是主流的藝術與學術界仍舊保持「莎芙是異性戀者」這一印象。1711年安布羅斯·菲利普斯的英譯版莎芙詩中甚至直接將莎芙描述她所愛之人替換成為男性，直至20世紀才糾正這一譯法。對於莎芙描寫她身邊聚集了很多年青女性的詩句，19世紀的古典文獻學家傾向於認定莎芙在她的社群中曾擔任一名教師或是宗教領袖的角色，尤其是古典學泰斗維拉莫維茨以莎芙是一名教師的理論來「為莎芙洗刷女同性戀的指控」。
20世紀中期，西方世界的性解放運動使得女同性戀在西方文化中不再是禁忌的話題；與此同時學者也開始質疑傳統上對莎芙的印象。丹尼斯·佩奇指出，莎芙的詩中從未描寫過她與身邊的女性有過任何「正式或是職業關係」，沒有任何她曾做過「一個學院的師長」的證據。莎芙的詩中並未提到過她曾為他人授過課，只有在她去世六個世紀之後的奧維德才初次提出這一理論。儘管如此，仍有學者認為莎芙在當地擔任了一個非正式的領導年青女性通過詩歌的形式參與到社群的宗教活動的角色。20世紀70年代以後，學界的共識基本上肯定了莎芙的詩是對「女性之間的厄洛斯的慶祝」，表達了一種激烈的女性之間的戀愛慾望。然而當代學者亦認為，所謂「女同性戀」是現代人對情愛的認知中的一個範疇，貿然將之加於古人往往不盡準確；當代著名古典學家格倫·莫斯特認為「莎芙其本人大有可能完全無法理解現代人稱其為女同性戀者是什麼樣的一個概念」，而其他學者亦認為探討莎芙是否為同性戀者「沒有意義」，這一爭議本身便「格外具有混淆視聽的特質」。

## 圖片集
- 赫庫蘭尼姆古城的一幅女性肖像畫，傳統被認為是莎芙像，然而被證實為無關畫作
- 羅馬時期仿希臘雕塑品，原作為想象中莎芙肖像
- 一幅畫作，描繪一名著古希臘式長袍的女子，端坐於大理石台階上，遠處襯著樹與水。萊斯博斯島的莎孚 (Sappho)，約翰·威廉·高多德1904年的畫作
- 阿夫里爾所繪的一幅畫作，当中描绘画家想象莎孚舔陰之情節
- 阿提卡的卡拉索斯陶器上的古希腊抒情诗人阿尔卡埃乌斯和莎孚的图案。陶器制作于约公元前470年，现存于德国巴伐利亚州慕尼黑的州立文物博物馆